# Історія освоєння мінеральних ресурсів Ефіопії
Історія освоєння мінеральних ресурсів Ефіопії
Видобуток руд золота відомий з I тис. до н. е.. В південно-західній частині Ефіопії знайдені залишки древніх розробок (підземні виробки, ями для подрібнювання і промивки породи, кам'яні пести, мотики тощо). За свідченнями Геродота, саме з Ефіопії-Абісинії (т.зв. «Внутрішньої Африки»), а також з території сучасного Судану (район Мерое) до Єгипту і Карфагену надходило золото.
У Аксумський період (I ст. н. е.) розвивається соляний промисел на півночі пустелі Данакіль і на узбережжі Червоного моря.
Відомий опис грецького купця К. Індікоплова (VI ст.) експедицій, що висилалися царем Аксума на південь країни в пошуках дорогоцінних металів. З повідомлень арабських географів XI–XIV ст. відомо, що тут працювали золоті і срібні рудники, видобували також руди заліза, олова, свинцю і міді.
Європейські мандрівники XVI–XVIII ст. згадують про видобуток розсипного золота поблизу озера Тана та в провінції Годжам. Крім того, в середні віки добували кам'яну сіль — один з головних предметів торгівлі, що служив також для сплати торгового мита. Бруски солі (розміром 4×4×25 см) використовувалися як гроші аж до початку XX ст.
З середини XIX ст. європейськими геологами в провінції Уоллега виявлені поклади бурого вугілля, велася невелика розробка покладів залізної руди (провінція Бульга). У кінці XIX ст. в центральних областях країни видобували золотоносний пісок, а також олово і ртуть (в Сомалійських горах), селітру і кухонну сіль (на узбережжі моря і озер). В 20-30-і роки XX ст. в провінціях Еритрея та Тиграй діяли італійські й французькі концесії на видобуток золота і платини (більше 20 шахт). Поліметалічні руди в Ефіопії добувалися в 1973-74 рр. на родовищі Дібаруа японською компанією. У 1974 р. в Японію було експортовано 1,9 тис. т мідного концентрату.
Але навіть у кінці XX ст. надра Ефіопії вивчені порівняно слабко. Найважливіші корисні копалини — природний газ, золоті, платинові, полі- та рідкіснометалічні руди, калійна і кам'яна солі.
Станом на кінець XX — початок XXI ст. гірнича промисловість Ефіопії загалом не розвинена, на її частку у ВВП припадає близько 1 %. Постійно розробляються тільки родовища руд золота, епізодично родовища платини (з 1926 р.) та ін. Накопичений видобуток золота за 1890–2000 рр. становить близько 50 т, платини — 3 т. У невеликих кількостях видобувають і переробляють зазізняк. Значні поклади залізняку і вугілля виявлені в районах Уоллега, Іллубабор і Шоа, але на кінець 1990-х років їх розробка ще не розпочата. На копальні Кентіча (Kenticha) біля Шакісо (Shakiso) одержують 20 т/рік колумбіто-танталітового концентрату. У XX ст. епізодично видобували також буре вугілля а провінціях Уоллега, Еритрея, Шоа; каолін в провінції Еритрея (родовища Терамні і Адді-Кеїх), сірку (провінція Шоа і на півночі Соляного плато), калійну сіль (Соляне плато). Крім того, в Ефіопії сьогодні добувають незначну кількість нерудної сировини — глини, пісок , гравій, гіпс. У країні на місцевій сировині працюють декілька цементних заводів (в Массауа, Аддис-Абебі, Дире-Дауа), що задовольняє внутрішні потреби. Розвідані родовища або ведеться видобуток в незначному масштабі інших корисних копалин: міді, сірки, нафти, мармуру, слюди, кіноварі і марганцю, кухонної солі. Перспективи розвитку гірничої промисловості пов'язані з промисловим освоєнням родовища газу (Келуб), танталової сировини (Кентіче), а також калійних солей (район Данакіль) і природної соди (район оз. Шала).
Підготовка гірничо-геологічних кадрів ведеться в Університеті Аддис-Абеби.